# Портрет малышки Козетты
Портрет малышки Козетты (яп. コゼットの肖像 кодзэтто но сё:дзё:) — OVA, созданная студией Aniplex. Состоит из 3 серий, показ которых впервые прошёл в 2004 году. В Северной Америке она была лицензирована компанией Gedeon и выпускалась под названием Le Portrait de Petite Cossette. По американскому каналу Fuse TV аниме повторно демонстрировалось 15 декабря 2007 года. 15 декабря 2010 года на сервисе The Anime Network появилась возможность заказа аниме по сети.
На основе оригинальной анимации была создана манга, поделённая на 2 тома и опубликованная в 2004 году. Английский перевод был осуществлён Tokyopop.
В России OVA издавалась на DVD компанией XL Media с дубляжом от компании Реанимедиа в 2006 году.

## Сюжет
Сюжет повествует о студенте колледжа Эйри Курахаси, который работает в антикварном магазине. Однажды он, дотронувшись до старинного бокала, видит образ таинственной девочки. Он потрясён, видя, что она двигается и живёт своей жизнью. Он влюбляется в неё, и однажды в полночь ему удаётся поговорить с ней. Он узнаёт, что девочку зовут Козетта, и что она была дочерью дворянского рода, жившего в 18 веке. Козетта говорит, что её дух был запечатан в бокале, потому что она была убита художником Марчелло Орландо. Для того чтобы освободить её, кто-то должен быть готов принять наказание за грех, совершённый Марчелло.
Эйри психически и физически измучен Козеттой, требующей от него доказать свою любовь к ней. Становится понятно, что Эйри — это реинкарнация Марчелло, и именно этим объясняется непонятное влечение их друг к другу.

## Персонажи
Козетта Д'Овернье (яп. コゼット・ドーヴェルニュ) — Красивая маленькая девочка, чей дух связан со старинным венецианским бокалом. Она была убита своим женихом, художником Марчелло Орландо поскольку он стал настолько одержим её красотой, что захотел, чтобы она осталась такой навсегда. Она убедила Эйри заключить с ней «кровный договор», чтобы иметь возможность освободить души своих слуг, желающих отомстить Марчелло. В конце она сожалеет о том, что стала обузой для Эйри и исчезает, но, благодаря Эйри, возрождается.
Сэйю: Марина Иноуэ
Эйри Курахаси (яп. 倉橋 永莉 Курахаси Эйри) — Талантливый художник, работающий в антикварном магазине, принадлежащем его семье. Его юношеское представление о мире в корне меняется, когда он обращает внимание на красивый бокал из венецианского стекла. Дотронувшись до бокала, он попадает в трагический мир девочки по имени Козетта. Эйри влюбляется в иллюзию, которая одновременно красива и проклята. Козетта пытается убедить его в том, что он является реинкарнацией Марчелло, Эйри же доказывает, что ничего общего с ним не имеет, в последней серии своей кровью рисуя прекрасный портрет Козетты и уничтожая тем самым портреты, созданные Марчелло.
Сэйю: Мицуки Сайга
Сёко Матаки (яп. 真滝 翔子 Матаки Сёко) — Близкая подруга Эйри. Старается вести себя, как подобает леди, при этом неуверенная в себе и нервная. В сериале показано, что она начинает ревновать, как только слышит что-либо об интимной жизни Эйри. Она всегда заботится о нём, даже когда его поведение меняется после заключения договора с Козеттой.
Сэйю: Мэгуми Тоёгути
Ю Сайга (яп. 斎賀 由布 Сайга Ю:) — Молодая девушка, обладающая слабыми экстрасенсорными способностями. Она точно не знает о том, что происходит с Эйри, однако благодаря своим способностям она интуитивно догадывается о его навязчивой идее.
Сэйю: Мамико Ното
Митиру Ядзири (яп. 鏃 みちる Ядзири Митиру) — Гадалка на картах таро. Имеет эмоциональную связь с Эйри и узнаёт о Козетте и её желании отомстить.
Сэйю: Икуми Фудзивара
Хацуми Матаки (яп. 真滝 八海 Матаки Хацуми) — Местная медик, тётя Сёко. Поражена психическим состоянием Эйри и не может помочь ему.
Сэйю: Кумико Ёкотэ
Марчелло Орландо (яп. マルチェロ・オルランド) — Талантливый художник, бывший близким другом семьи Козетты и женихом девочки. Он убил её и всю её семью из-за желания запечатлеть в памяти ту Козетту, портрет которой он написал.
Сэйю: Масаси Эбара

## OVA
Компания Sony Pictures Entertainment выпустила аниме на трёх DVD-сборниках с 26 мая по 22 декабря 2004 года. 1 декабря 2004 года была выпущена звуковая дорожка из аниме, в общей сложности содержащая 8 музыкальных тем, написанных Юки Кадзиурой, и включающая в себя также главную музыкальную композицию под названием Jewel (яп. 宝石 Hōseki). Лицензия на показ аниме была приобретена компанией Geneon Entertainment, серии демонстрировались по каналу Fuse TV. Позднее лицензия была приобретена Sentai Filmworks. В 2010 году OVA стала доступна на The Anime Network. Аниме также было лицензировано в новой Зеландии компанией Madman Entertainment.
| 1 | 26 мая 2004 года     |
| 2 | 28 июля 2004 года    |
| 3 | 22 декабря 2004 года |

## Манга
Манга Le Portrait de Petit Cossette появилась на страницах журнала «Monthly Magazine Z». Издательство Kodansha объединило мангу в два танкобона и впервые опубликовало их 11 августа 2004.
Компания Tokyopop выпустила мангу, переведённую на английский язык, в 2006 году. В настоящее время оба тома манги не печатаются. Серия манги также была лицензирована во Франции компанией Asuka Comics.
| №  | Японский        | Японский               | Английский      | Английский             |
| №  | Дата публикации | ISBN                   | Дата публикации | ISBN                   |
| -- | --------------- | ---------------------- | --------------- | ---------------------- |
| 01 | 11 августа 2004 | ISBN 978-4-06-349183-8 | 11 июля 2006    | ISBN 978-1-59816-530-2 |
| 02 | 21 декабря 2004 | ISBN 978-4-06-349191-3 | 7 ноября 2006   | ISBN 978-1-59816-531-9 |

## Отзывы
Представитель Anime News Network Тэрон Мартин отозвался об аниме, как о «стилизованной и реалистичной истории об ужасах, любви и безумии». В то же время он подчеркнул, что сюжет первых двух серий «слишком предсказуем», и критично отозвался о второстепенных персонажах.